# Palais Colonna (Naples)
Ne doit pas être confondu avec Palais Colonna (Rome).
Le Palais Colonna ou encore Palais de Fabrizio Colonna est un bâtiment historique de Naples situé sur la Via Mezzocannone, dans le quartier de Porto. 
Le palais existe depuis l'époque de la Maison d'Anjou et est devenu par la suite la résidence d’Artusio Pappacoda, conseiller et grand sénéchal du roi Ladislao. Le dernier de ses habitants était Fabrizio Colonna. 
Le palais, modifié par la suite, est composé de deux bâtiments: un très grand donnant sur la rue et un plus petit dans la cour. L'accès au bâtiment est caractérisé par un portail avec un arc en fer à cheval.  